# ルーサー・アドラー
ルーサー・アドラー（Luther Adler, 本名：Lutha Adler，1903年5月4日 - 1984年12月8日）は、アメリカ合衆国の俳優。

## 生涯
ニューヨーク出身。ロシア系ユダヤ人の俳優でイディッシュ劇場の設立者であるジェイコブ・P・アドラーの息子で、母のサラ・アドラー、兄のジェイ・アドラー、姉のステラ・アドラー、異母妹のセリア・アドラーも俳優である。5歳でイディッシュ劇場の舞台に立ち、ブロードウェイ、次いで映画、戦後はテレビドラマに活動の場を広げた。
1984年12月8日、81歳で死去。女優のシルヴィア・シドニーは元妻（1938年-1946年）。

## 主な出演作品

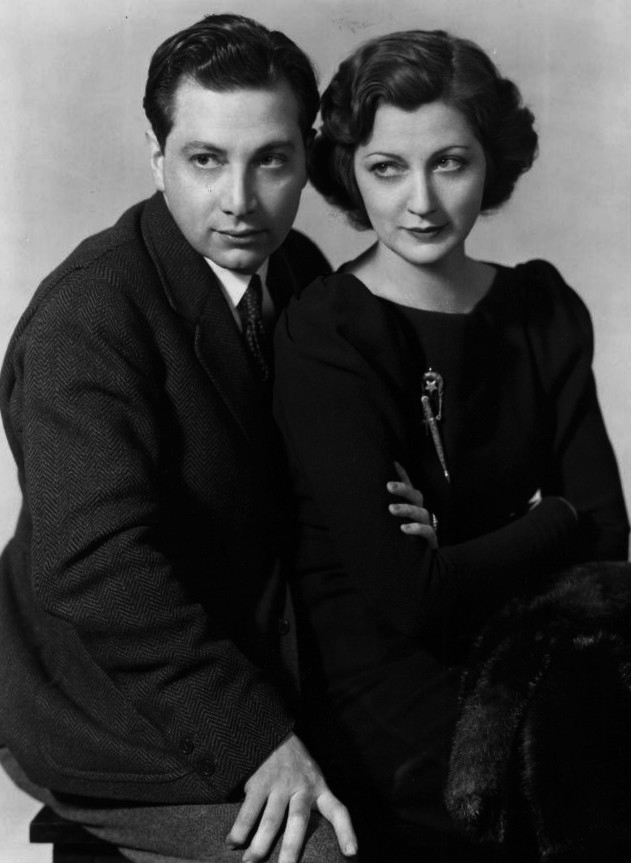
1936年、姉のステラ・アドラーと。

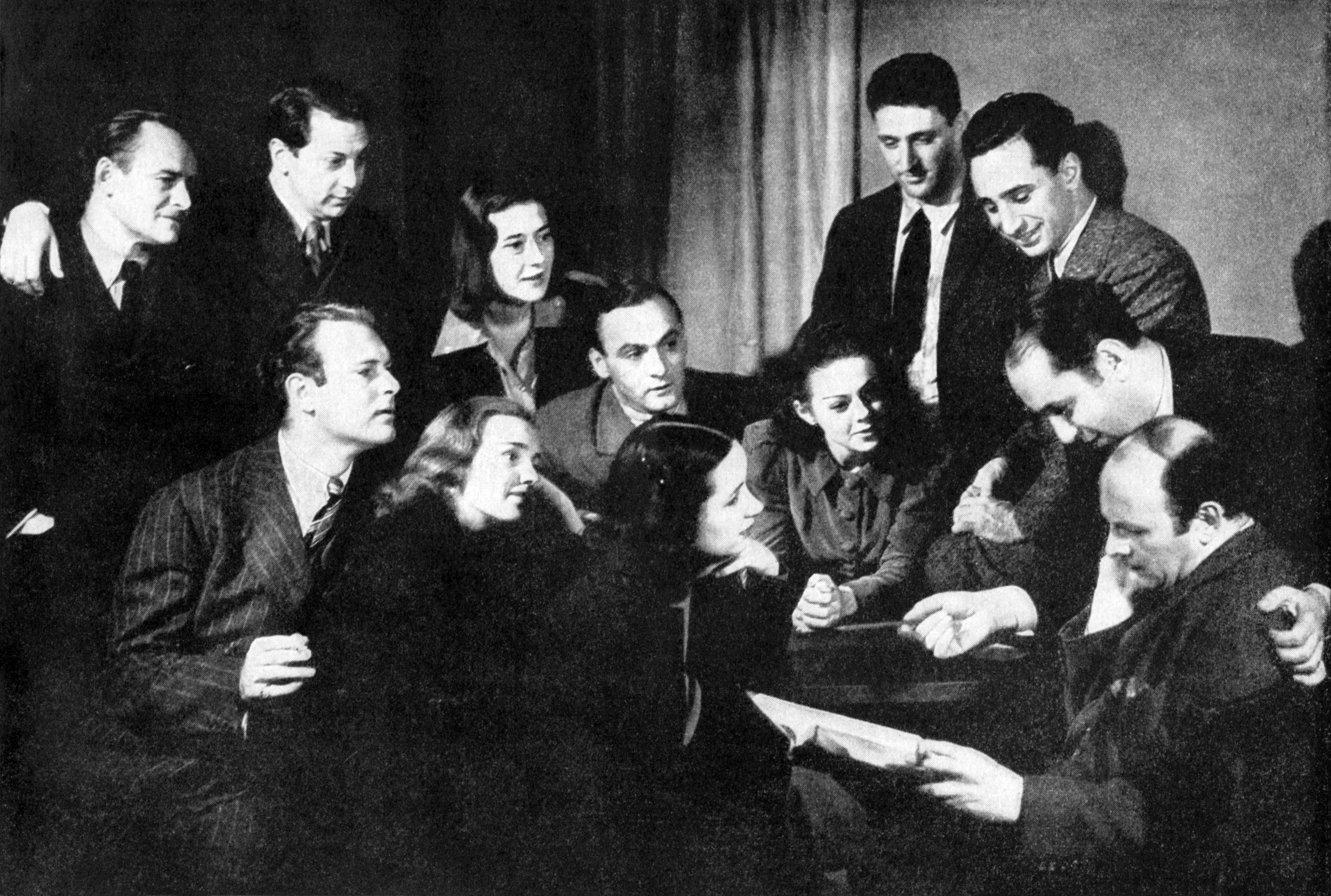
Group-Theatre-1938

### 映画
- 影を追う男 Cornered (1945)
- サイゴン密輸空路 Saigon (1948)
- カルメン The Loves of Carmen (1948)
- 怒涛の果て Wake of the Red Witch (1948)
- 他人の家 House of Strangers (1949)
- 都会の牙 D.O.A. (1950)
- さすらいの涯 Under My Skin (1950)
- 明日に別れの接吻を Kiss Tomorrow Goodbye (1950)
- M M (1951)
- 独裁者の最後 The Magic Face (1951)
- 砂漠の鬼将軍 The Desert Fox: The Story of Rommel (1951)
- 暴力帝国 Hoodlum Empire (1952)
- 背高きテキサス人 The Tall Texan (1953)
- 死の脱獄者 Crashout (1954)
- 夢去りぬ The Girl in the Red Velvet Swing (1955)
- 熱い血 Hot Blood (1956)
- The Last Angry Man (1959)
- 巨大なる戦場 Cast a Giant Shadow (1965)
- 指令!白銅貨を盗め The Sunshine Patriot (1968) テレビ映画
- 暗殺 Brotherhood (1968)
- マンハッタン皆殺し作戦 Crazy Joe (1974)
- The Man in the Glass Booth (1975)
- 野郎と宝石/大胆不敵!!泥棒人生 Murph the Surf (1975)
- Mean Johnny Barrows (1976)
- さすらいの航海 Voyage of the Damned (1976)
- スクープ 悪意の不在 Absence of Malice (1981)

### テレビドラマ
- ジェネラル・エレクトリック・シアター General Electric Theater (1954-1955)
- スタジオ・ワン Westinghouse Studio One (1954, 1956)
- プレイハウス90 Playhouse 90 (1958-1959)
- アンタッチャブル The Untouchables (1960-1962)
- 裸の町 Naked City (1960-1962)
- コラプターズ Target: The Corruptors (1961-1962)
- ベン・ケーシー Ben Casey (1961-1963)
- ドクター・ホイットマン The Psychiatrist (1970-1971)
- ハワイ5-0 Hawaii Five-O (1972-1974)